# Schaal Sels 2001
La Schaal Sels 2001, settantaseiesima edizione della corsa, si svolse il 4 settembre 2001 su un percorso di 193,2 km, con partenza e arrivo a Merksem. Fu vinta dal belga Paul Van Hyfte della Lotto-Adecco davanti all'olandese Aart Vierhouten e al belga Niko Eeckhout.

## Ordine d'arrivo (Top 10)
| Pos. | Corridore             | Squadra                 | Tempo    |
| ---- | --------------------- | ----------------------- | -------- |
| 1    | Paul Van Hyfte        | Lotto-Adecco            | 4h26'00" |
| 2    | Aart Vierhouten       | Rabobank                | s.t.     |
| 3    | Niko Eeckhout         | Lotto-Adecco            | a 4'21"  |
| 4    | Gert Vanderaerden     | Vlaanderen-T Interim    | s.t.     |
| 5    | Roger Hammond         | Collstrop-Palmans       | s.t.     |
| 6    | Wesley Van Speybroeck | Lotto-Adecco            | a 4'30"  |
| 7    | Björn Leukemans       | Vlaanderen-T Interim    | s.t.     |
| 8    | Jeremy Hunt           | Big Mat-Auber 93        | s.t.     |
| 9    | Dariusz Skoczylas     | Mroz-Supradyn Witaminy  | s.t.     |
| 10   | Martin van Steen      | Bankgiroloterij-Batavus | s.t.     |